# Knut von Kühlmann-Stumm

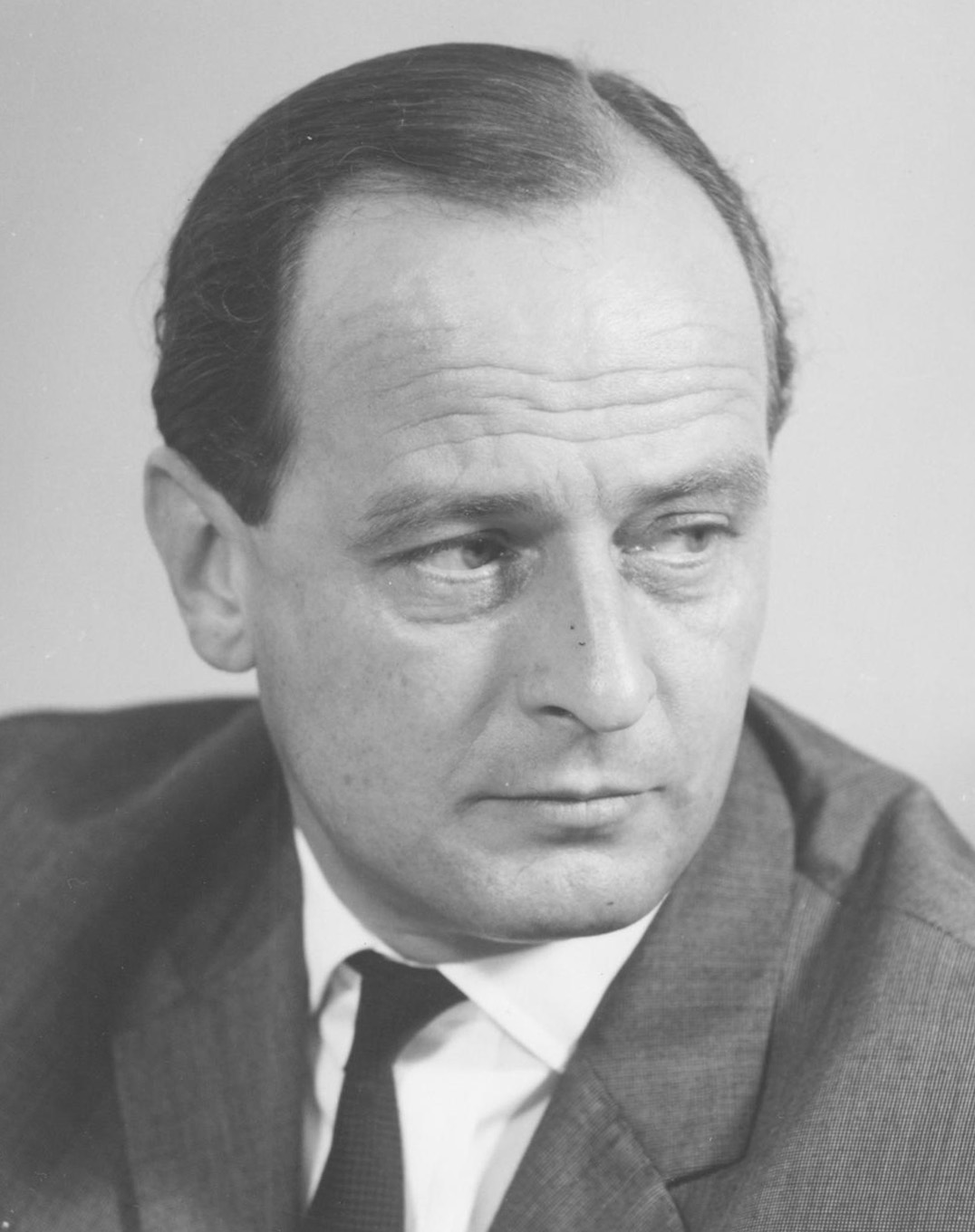
Knut Freiherr von Kühlmann-Stumm

Otto Christian Knut Hans Konstantin Hubertus von Kühlmann, Freiherr von Stumm-Ramholz (* 17. Oktober 1916 in München; † 19. Januar 1977 in Bad Soden-Salmünster), genannt Knut Freiherr von Kühlmann-Stumm, war ein deutscher Politiker (FDP, ab 1972 CDU). Von 1966 bis 1968 war er Vorsitzender der FDP-Fraktion und damit Oppositionsführer im deutschen Bundestag.

## Leben und Beruf

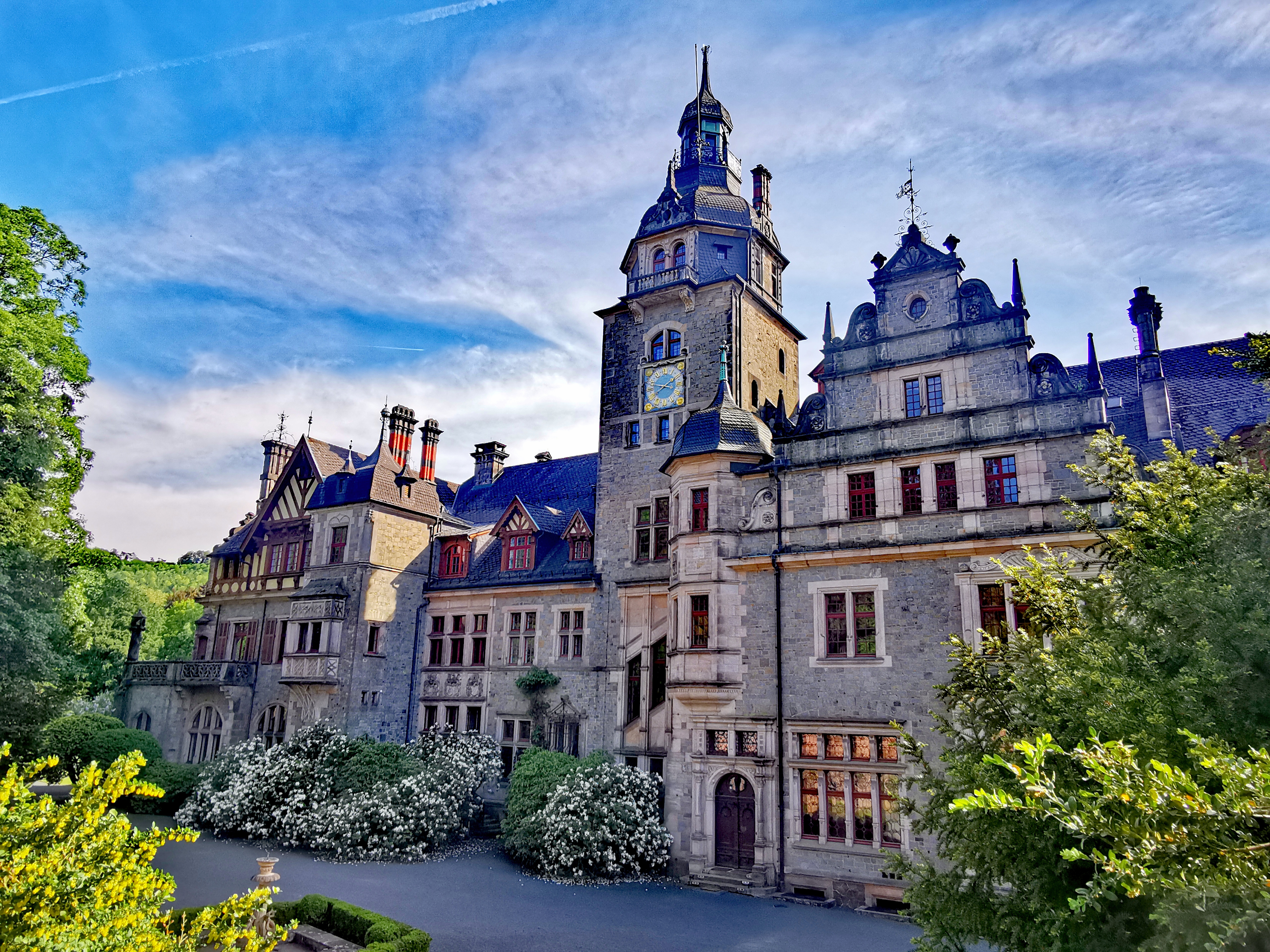
Schloss Ramholz

Kühlmann-Stumm war der Sohn des Diplomaten Richard von Kühlmann (1873–1948), der in den Weltkriegsjahren 1917/18 Staatssekretär des Auswärtigen Amtes des deutschen Kaiserreichs war, und dessen erster Ehefrau Margarete von Stumm (1884–1917, ab 1913 Freifrau von Stumm-Ramholz). 1918 erhielt er den Freiherrentitel. Er besuchte das Internat Salem am Bodensee, wo er 1934 das Abitur ablegte. Anschließend absolvierte er bis 1936 eine Banklehre in Berlin. Danach trat er als Berufssoldat in die Wehrmacht ein, der er bis zum Kriegsende 1945 angehörte. Im Zweiten Weltkrieg war er zeitweise Begleitoffizier des Generalfeldmarschalls Erwin Rommel, zuletzt hatte er den Rang eines Hauptmanns.
Nach der Rückkehr aus der Kriegsgefangenschaft übernahm Kühlmann-Stumm den ererbten land- und forstwirtschaftlichen Betrieb in Ramholz, Landkreis Schlüchtern, und wurde Generalvertreter mehrerer deutscher Zuchtviehexportunternehmen. Ab 1955 gehörte er dem Vorstand der Hessen-Nassauischen landwirtschaftlichen Berufsgenossenschaft an. Am 29. Oktober 1971 wurde er dessen Vorsitzender.
Als Gesellschafter des Stumm-Konzerns vertrat er die Familie als stellvertretender Aufsichtsratsvorsitzender in der Konzernholding Stumm GmbH und gehörte dem Aufsichtsrat mehrerer Tochtergesellschaften an, darunter des Neunkircher Eisenwerks, Hilgers AG, und der Bayerischen Pflugfabrik.
Kühlmann-Stumm heiratete am 12. Oktober 1942 in Ramholz Jutta von Ramin (* 1918), Tochter des Jürgen von Ramin (1884–1962). Das Ehepaar hatte einen Sohn. Knut von Kühlmann-Stumm kam im Alter von 60 Jahren bei einem Verkehrsunfall ums Leben.

## Partei
Ursprünglich war Kühlmann-Stumm Mitglied der FDP, deren Kreisverband Schlüchtern er ab 1953 vorstand. Ab 1956 gehörte er dem Vorstand des FDP-Landesverbands Hessen an, von 1956 bis 1958 war er Landesschatzmeister. Von 1959 bis 1960 war er Mitglied des Beirats der Friedrich-Naumann-Stiftung. Aus Protest gegen die neue Ostpolitik der sozial-liberalen Koalition legte er im Dezember 1971 alle Parteiämter in der FDP nieder. Im folgenden Jahr verließ er die Liberalen und schloss sich der CDU an.

## Abgeordneter
Kühlmann-Stumm gehörte dem Deutschen Bundestag von 1960, als er für den verstorbenen Max Becker nachrückte, mit kurzer Unterbrechung bis 1976 an.
Nach der Bundestagswahl 1961 bot Konrad Adenauer Kühlmann-Stumm im Rahmen der Koalitionsverhandlungen zwischen den Unionsparteien und der FDP das Amt des Bundesfinanzministers an, das er jedoch ablehnte, weil er als Industrieller keine unvoreingenommenen Entscheidungen treffen könne. Tatsächlich wurde er stellvertretender Vorsitzender der FDP-Bundestagsfraktion. Als Erich Mende in die Bundesregierung eintrat, wurde von Kühlmann-Stumm am 5. November 1963 zum Fraktionsvorsitzenden der Liberalen gewählt. Dieses Amt übte er bis zum 23. Januar 1968 aus. Am 1. Dezember 1966 wurde er somit durch den Amtsantritt der Bundesregierung Kiesinger (Große Koalition aus Union und SPD) zugleich Oppositionsführer.
Von 1968 bis zum 7. Dezember 1971 war Kühlmann-Stumm wieder stellvertretender Fraktionsvorsitzender. Aus Protest gegen die neue Ostpolitik der Bundesregierung Brandt/Scheel stimmte er beim konstruktiven Misstrauensvotum gegen Bundeskanzler Willy Brandt (SPD) am 27. April 1972 für den Oppositionskandidaten Rainer Barzel (CDU), obwohl er noch der Regierungspartei FDP angehörte. Folgerichtig stimmte er am 17. Mai 1972 auch gegen die Ostverträge und verließ anschließend die Liberalen. Zum 30. Mai 1972 legte Kühlmann-Stumm sein Bundestagsmandat nieder. Bei den Neuwahlen im November 1972 trat er dann für die CDU an und wurde auch erneut in den Bundestag gewählt.

## Ehrungen
- 1968: Großes Verdienstkreuz mit Stern und Schulterband der Bundesrepublik Deutschland